# Хрещата
Хрещата (Kreshchata) — гірський масив в центральній частині Східних Карпат, входить до гірського пасма Західних Бещад, одна з найвищих точок Високого Долу.
Найбільша висота — майже 997 м, розташована неподалік села Команча, Сяноцького повіту, Підкарпатського воєводства, на сході краю Низькому Бескиді, межі між Східною Лемківщиною та Західною Бойківщиною.
Довжина їх від верхів'їв Ославу до витоків Тарнавки становить 7 км, ширина понад 3 км. Положений на перехресті шляхів з Перемишля через Лупківський перевал на Закарпаття.
У цих горах перебував бункер-шпиталь УПА. 23 січня 1947 року у підземному бункері УПА, що у лісовому гірському масиві Хрещата, щоб не здатися супротивнику, загинули всі, хто перебував у ньому — і поранені, і хворі, і медичний персонал. За різними оцінками, різна кількість загиблих осіб — від семи до 20. Сам підземний бункер — надзвичайно унікальний об'єкт, який діяв протягом 1945–1946 років. У 1947 році польські війська його знищили.